# Liban na Letnich Igrzyskach Paraolimpijskich 2008
Liban na Letnich Igrzyskach Paraolimpijskich 2008 w Pekinie reprezentowany był przez jednego kolarza. Zdobył on dwa brązowe medale (pierwsze medale paraolimpijskie dla Libanu), co dało reprezentacji 68. miejsce w klasyfikacji medalowej.
Był to drugi występ Libanu na igrzyskach paraolimpijskich, pierwszy miał miejsce w 2000 roku. 

## Zdobyte medale
| Medal | Zawodnik       | Dyscyplina | Konkurencja         |
| ----- | -------------- | ---------- | ------------------- |
| Brąz  | Edward Maalouf | Kolarstwo  | trial na czas HC B  |
| Brąz  | Edward Maalouf | Kolarstwo  | wyścig uliczny HC B |

## Wyniki

### Kolarstwo
| Zawodnik       | Konkurencja         | Finał    | Finał   | Źródło |
| Zawodnik       | Konkurencja         | Rezultat | Miejsce | Źródło |
| -------------- | ------------------- | -------- | ------- | ------ |
| Edward Maalouf | trial na czas HC B  | 22:12,91 | brąz    | [ 3 ]  |
| Edward Maalouf | wyścig uliczny HC B | 1:28:26  | brąz    | [ 4 ]  |